# Rosenberger-Restaurant

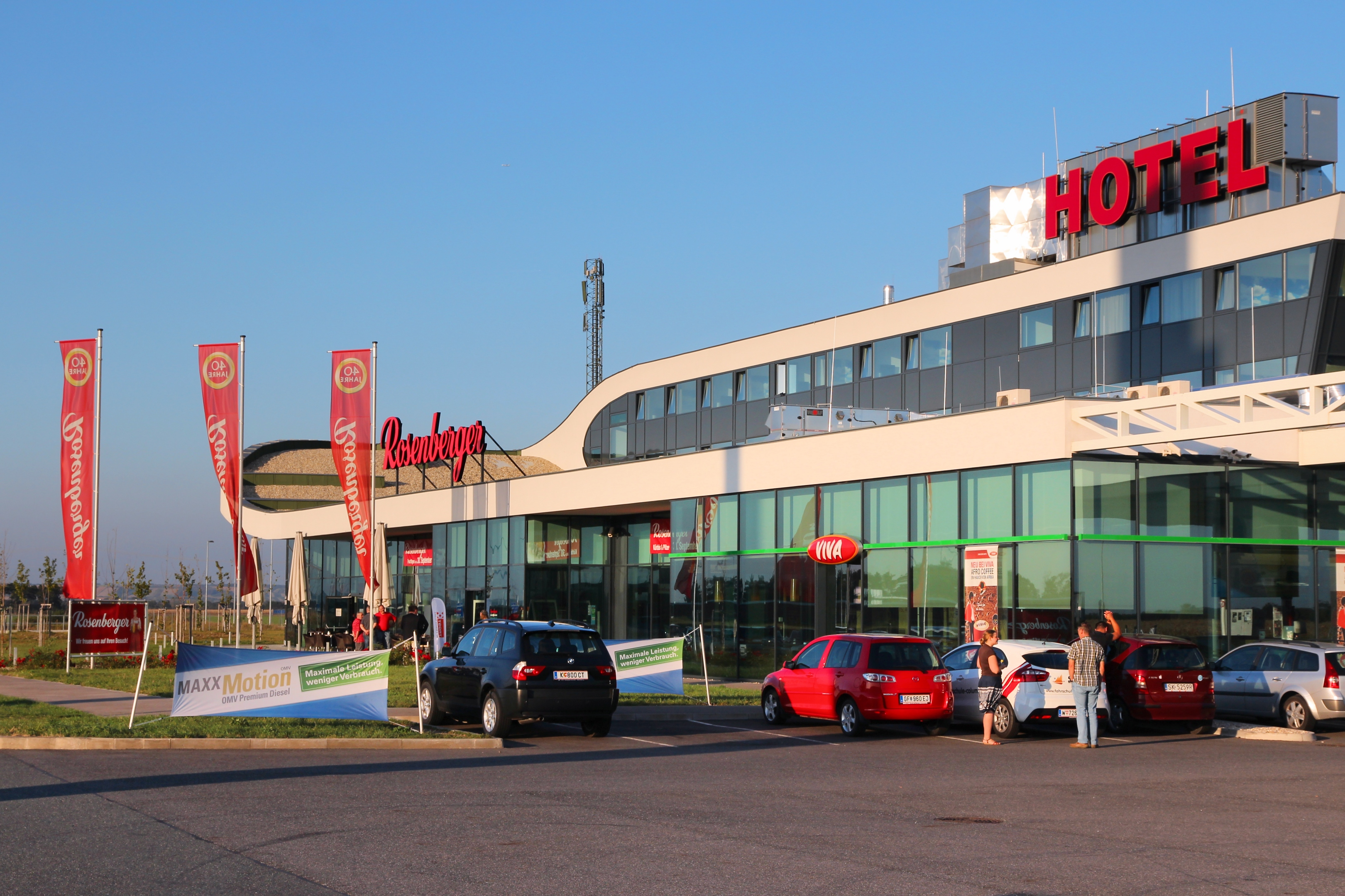
Rosenberger Restaurant an einer Autobahnraststätte in Österreich

Die Rosenberger Gruppe ist ein österreichisches Unternehmen im Bereich Gastronomie und Hotellerie mit Schwerpunkt Betrieb von Autobahnraststätten und Hotels und Unternehmenssitz in Wien. Gegründet wurde es 1972 von Heinz J. Rosenberger. Die Restaurantkette wurde bis zu seinem Tod 1999 auf 19 Restaurants (davon 18 Autobahnraststätten) und ein Hotel mit insgesamt rund 1000 Mitarbeitern ausgebaut.
Im März 2019 wurde die Rosenberger Restaurant GmbH in Folge eines Insolvenzverfahrens durch die in Familienbesitz stehende TQSR Holding und Development GmbH  übernommen. Hierbei handelt es sich um eine geschäftsführende Holdinggesellschaft. Gemeinsam mit den von ihr gesteuerten Beteiligungsgesellschaften („TQSR Group“, seit Februar 2023 "The Eatery Group") betreibt sie in Österreich 21 Burger-King-Restaurants und 13 Rosenberger-Autobahnraststätten mit 13 Restaurants, 12 Shops, 3 Seminarcenter und 3 Seminarhotels sowie ein Rosenberger-Marktrestaurant samt Souvenirshop in der Wiener Innenstadt.
In Wien betreibt das Unternehmen ein Lokal abseits der Autobahnen unter der Marke FIRST by Rosenberger.

## Geschichte
Die Familie Rosenberger stammt ursprünglich aus Wallsee-Sindelburg. Dort betrieb Frau Rosenberger, die Mutter von drei Söhnen, ein Restaurant und eine kleine Pension. Das alte Haus kann man heute noch von außen besichtigen und man erkennt auch noch den Namen Rosenberger. Wolfgang Rosenberger war der mittlere von drei Söhnen in der Rosenbergerfamilie. Sein Geld verdiente er ursprünglich im Transportgewerbe – er fuhr Schotter für das Donaukraftwerk mit zwei eigenen LKWs. Nach Verkauf seiner LKWs erbaute Wolfgang Rosenberger zusammen mit seiner Frau Christine auch die erste Autobahnraststätte bei St. Valentin in den 1960er Jahren. Nach dem plötzlichen Tod von Wolfgang Rosenberger kehrte der gelernte Koch und Konditor Heinz J. Rosenberger aus Kanada zurück und übernahm den Betrieb zusammen mit Christine Rosenberger.
Heinz J. Rosenberger eröffnete dann im Dezember 1972 die Rosenberger Autobahnraststätte in St. Pölten, im August 1976 folgte das erste Motel in Großram. In den Folgejahren wurden weitere Autobahn-Restaurants an verschiedenen Standorten in ganz Österreich eröffnet. Unter der Führung von Heinz J. Rosenberger wurde das Unternehmen bis 1999 auf 19 Restaurants, davon 18 Autobahnraststätten, sowie ein Hotel mit insgesamt 1000 Mitarbeitern ausgebaut.
Im Jahr 1999 verstarb Heinz J. Rosenberger im Alter von 62 Jahren, das Geschäft wurde von der Witwe Beverly Rosenberger und dem Sohn, dem Rennfahrer Kristopher Rosenberger weitergeführt. Nach einem Erbstreit wurden 2003 die Restaurants an die Eigentümerfamilien Beverly Rosenberger (Heinrich Rosenberger Familienholding G.m.b.H.) und Christine Rosenberger aufgeteilt. Die Christine Rosenberger Familienholding G.m.b.H. betreibt aktuell 16 Autobahn-Restaurants unter dem Label Landzeit mit Wolfgang Rosenberger als Geschäftsführer.
Am 31. Juli 2013 wurde der Verkauf des Unternehmens an zwei chinesische Unternehmer-Familien bekannt. Als Grund für den Verkauf wurde fehlendes Geld für weitere Expansionen genannt. Am Konzept und der Geschäftsführung änderte sich durch den Verkauf zunächst nichts. Melina und Kris Rosenberger berieten das Unternehmen. Im Oktober 2013 war Kris Rosenberger im eigenen Unternehmen in der zweiten Staffel der Ausgabe von Undercover Boss im ORF zu sehen.
2016 wurden Teile der Firmenzentrale und der Geschäftsführung vom niederösterreichischen Loosdorf nach Salzburg verlegt. Thomas Wollner war ab November 2016 alleiniger Geschäftsführer der Rosenberger Restaurants. Seit 2018 waren Thomas Wollner und Jutta Wollner zu je 15 % am Unternehmen beteiligt. Mit Juli 2018 folgten Jutta Wollner und Meinhard Friedl Thomas Wollner in der Geschäftsführung der Rosenberger-Gruppe und Rosenberger Restaurant GmbH nach. Thomas Wollner gehörte der Geschäftsführung zuvor vier Jahre lang an.
Am 11. Dezember 2018 stellte die Rosenberger Restaurant GmbH beim Landesgericht St. Pölten einen Antrag auf Eröffnung eines Sanierungsverfahrens. Die Verbindlichkeiten wurden mit rund 12 Millionen Euro beziffert.
Anfang 2019 verkauften die chinesischen Investoren, denen die Rosenberger Holding GmbH seit 2013 fast zur Gänze gehört hatte, ihre Anteile an die Wiener Unternehmensentwickler Connexio Research & Business Development GmbH.
Im März 2019 hat der Burger King-Betreiber TQSR Holding und Development GmbH 100 Prozent der Anteile an der im Sanierungsverfahren befindlichen Rosenberger Restaurant GmbH gekauft. Es ist geplant, dass die Raststätten innerhalb der nächsten zwei Jahre um 30 Millionen Euro umfassend renoviert und danach wieder eröffnet werden. Ende 2021 wurde der erste Standort unter neuen Dachmarke Rosehill Foodparks in Haag eröffnet, Mitte 2022 ein Standort in St. Pölten.

## Marktstellung
In Österreich gab es mit Stand 2013 88 Autobahnraststätten, die durch die Unternehmen Rosenberger (16 Standorte), Landzeit (16 Standorte), die italienische Autogrill (13 Standorte), Wienerwald, Oldtimer (4 Standorte), Mövenpick (3 Standorte) und Servus Europa (3 Standorte) betrieben wurden. Daneben gibt es noch einige Unternehmen, die nur eine Raststätte besitzen.
Die Gaststätte Rosenberger in Ampass wurde – im Sanierungsverfahren ohne Eigenverwaltung seit Dezember 2018 – im Jänner 2019 wegen Mängeln an der elektrischen Anlage geschlossen.